# 重さ
重さ（おもさ）または、重量（じゅうりょう）は、物理学においては、物体に働く重力（すなわち力）の大きさのことである。国際単位系では、力の計量単位としてニュートン(N)を用いて、重さ（重量）の大小を表す。
日常的に用いられる文脈のなかでは、「重さ」や「重量」は「質量」と混同されやすい。質量は、物質・物体に固有の量であり、その状態によって変わらない。国際単位系における質量の計量単位はキログラム (kg)である。これに対して、重さ（重量）は、物質・物体にはたらく重力場の大きさによって変化する。たとえば、地球上と月面上では、ある物体の質量はそれぞれの場所で変わらないが、同じ物体の重さ（重量）は月面上では地球上の6分の1となる。
かつては、一部の工学分野においては、物体の質量ではなく、物体が受ける重さ（荷重）を基本として議論や計算を行っていた（詳細は重力単位系を参照）。

## 日常語における「重さ」

### 日本語
「重さ」という言葉は、科学と特に関係のない日常的な文脈では、物理量として異なる次の2つの意味を表し得る。
- 物質・物体に固有の質量（物理学における一般的な使用単位(SI単位)はキログラム (kg)）
- 物質・物体にはたらく重力の大きさ、すなわち、物質・物体の質量に由来[注 3]する力（同じく物理学での単位はニュートン (N)）[2]

人類の多くは地球上（重力場のほとんど変わらない環境）で日常の生活を送っており、特に質量と重力（重さ・重量）とを区別する実用上の必要がない。そのためこの2つの意味は、暮らしのなかでは老若男女・世代間を問わず特に区別されずに用いられている。特に、質量と重力（重さ・重量）の他にも、密度や圧力さえも「重さ」と言い表すこともあるなど、日常の少なくない場面において「重さ」という言葉は漠然とした意図のもとで用いられている。それぞれに対応する単位もキログラムとニュートンといったように異なるが、たとえば1キログラムの質量を有する物体に（地球表面上で）重力がはたらくとき、その重さは「1キログラム」と言われることもある（もしこれを力として明確に示すならば、「1重量キログラム (kgf)」等と表現するべきである）。
ただし以上の内容について、たいていの学校の理科教育では、重さと質量の違いや関係は段階を踏んで教えられている。たとえば日本の小学校においては、（重力場の相違にはふれず）重さは質量の意味として教えられている。中学校以上の教育課程にすすむと、重さは力（重力の大きさ）であると教えられるようになり。この時点で、学童・生徒は質量との違いについて教育を受けている。
ここまで既に併記しているように、日本でよく用いられる「重さ」の漢語表現は「重量」である。重量も同様に、質量と力（荷重）の2つの意味が曖昧に使用されている。例えば、道路運送車両法では、「車両総重量」という語は車両が有する全体の質量の意味で用いられている。また、電化製品に表示される事項として、かつては「重量」が用いられていたが、現在では物理学に沿うように「質量」と表記されている。

### 英語
英語における重さや重量を表す一般語は weight であるが、これも質量の意と力（荷重）の意の両方があり紛らわしいとされている。米国においても、商業用語と日常用語としては依然として weight の語が、しばしば不明確な意図のもとに、mass（質量）の意味で用いられることがある。この点について、NISTは国際単位系国際文書の米国版において、次節に示す1901年のCGPM声明を引用して、注意喚起を続けている。

## 重量の語の明確化（国際度量衡総会の決定）
1901年の第3回国際度量衡総会（CGPM）は、「重量 (仏: poids、英: weight )」という言葉の曖昧さを排除する目的で、日常用語での使用も念頭において、次の声明を発出した。
この声明により、質量と重量のそれぞれの言葉の意味の明確化が図られた。質量と重量（重さ）の言葉を混同を防ぐ意図からの声明であるが、日常一般の言葉の実態は#日常語における「重さ」の通りである。

## 物理学の視点からみた重さ
この節では特に、「重さ」という言葉を力（計量単位はニュートン）の意味で用いる。
地球上で物体を手で持った際には、その物体の「重さ」を感じる。これは、その物体と地球についてそれぞれの質量に由来する万有引力がはたらくことによって、物体が地球の中心に向けて引き寄せられ、その際に物体が直接触れている手に物体から力（物体にかかる重力）が及ぶためである。他方、吊るされた梵鐘などを手で水平方向へ揺らそうとする際に「重さ」を感じることがあるが、これは意味合いを異にする。このとき手が感じる力は、梵鐘がその場にとどまり続けようとする慣性によるものである。この慣性に由来する力は梵鐘の質量に比例し、留まり続けようとする梵鐘を動かす（加速させる）為にかける力の反作用の力を手が感じているのである。これらの両方の場合において、日常の言葉としては、どちらも「重い」と表現されることがある。
地球上の場合、質量が1 kgの物体にかかる重力は約9.8 N（ニュートン）である。21世紀において主流の表現ではないが、この力の大きさは1キログラム重 (1 kgf)とも表記される（重力単位系）。
重力は重力場の大きさに比例して変化するため、同じ質量の物体でも別の天体上（異なる大きさの重力場中）では異なる重さになる。また、同じ地球上であっても、場所によってはわずかに重力場は異なり、物体の重さにも変化が生じる。そのため、質量を正確に測るためには、いくつかの方法がある。計量対象の重さ（すなわち重力の大きさ）を直接的に量るばねばかりを用いる場合は、その地点の重力場（重力加速度）の違いによって秤の較正ができるようになっている。天秤ばかりの場合も重力は利用するが、比較対象の分銅（質量が既知の基準）の質量とのバランスによって質量を量るため、その計測値は計測実施場所の重力場（重力加速度）に依らず一定である。
宇宙船の中のように、みかけの重力（重力加速度）がゼロの環境において体重を測定する場合は、測定対象の加速に要する力の大きさから質量を計測している。すなわち、F = ma （Fは力、mは質量、aは加速度) という物理量間の力学の関係式（ニュートンの運動方程式）から体重を計測・算出している。

## 重さの計量単位
重さ及び質量の計量単位は次の表の通りである。以下の表においてSI単位は太字で示した。
| 重さ                                                | 質量                       |
| --------------------------------------------------- | -------------------------- |
| ニュートン、 重量キログラム、 重量グラム、 重量トン | キログラム、 グラム、 トン |

## 派生した意味
「重さ」という言葉から派生した意味として、「抽象的な物事の重大さ」がある。この意味での用法として「重み」や「重き」といった活用形での使用もみられる。これらの用法において、「（上から）のしかかる」という意味は、「重さ」の物理的性質と符合しているとされる。重さの作用点を表す「重点」という言葉も「抽象的な物事」に対して用いられる。